# Pierre-Théophile Segretain
Pierre-Théophile Segretain (1798-1864) est un architecte français du XIXe siècle. Il a exercé dans l'ouest de la France (principalement dans les départements des Deux-Sèvres et de la Vendée), dont il a conçu ou restauré de nombreux bâtiments. Il a été l'architecte départemental et le premier architecte des monuments historiques du département des Deux-Sèvres.

## Biographie
Théophile Segretain est né à Niort, le 9 avril 1798. Ses racines sont poitevines ; il est le fils d'Esprit Côme Segretain, chirurgien-accoucheur, et de Radegonde Bion, fille d'un notaire royal de Poitiers.
Il effectue ses études secondaires au collège de Niort puis au lycée de Poitiers, et est admis à l'École polytechnique en 1815, à l'âge de dix-sept ans. Mais en avril 1816, à la suite d'un chahut, l'école est fermée et les élèves sont renvoyés. Segretain rejoint alors le service de Louis Bruyère, inspecteur général des Ponts et chaussées et directeur général des travaux publics de Paris, auprès duquel il se forme, avant de revenir à Niort en 1820.
En 1824, Théophile Segretain devient architecte du département des Deux-Sèvres, fonctions dont il démissionne en 1852. Il est officiellement nommé architecte des monuments historiques en 1840. Il est aussi architecte diocésain.
En 1841, c'est l'un des premiers membres de la Société centrale des architectes français.
Théophile Segretain est l'un des fondateurs de la Caisse d'épargne de Niort, en 1835.
Il a entretenu une correspondance avec Mérimée, avec qui il avait noué des liens d'amitié.
Il meurt à Niort le 9 novembre 1864.
En 1824, il épouse Alexandrine Barbier, qui meurt avant lui, en 1846. Il est le père du général Alexandre Segretain (1826-1901) et du général Léon Segretain (1832-1908), et l'arrière-grand-père du chef de bataillon Pierre Segretain (1909-1950).
Ses archives sont conservées à la médiathèque centrale de l'agglomération de Niort.

## Œuvres

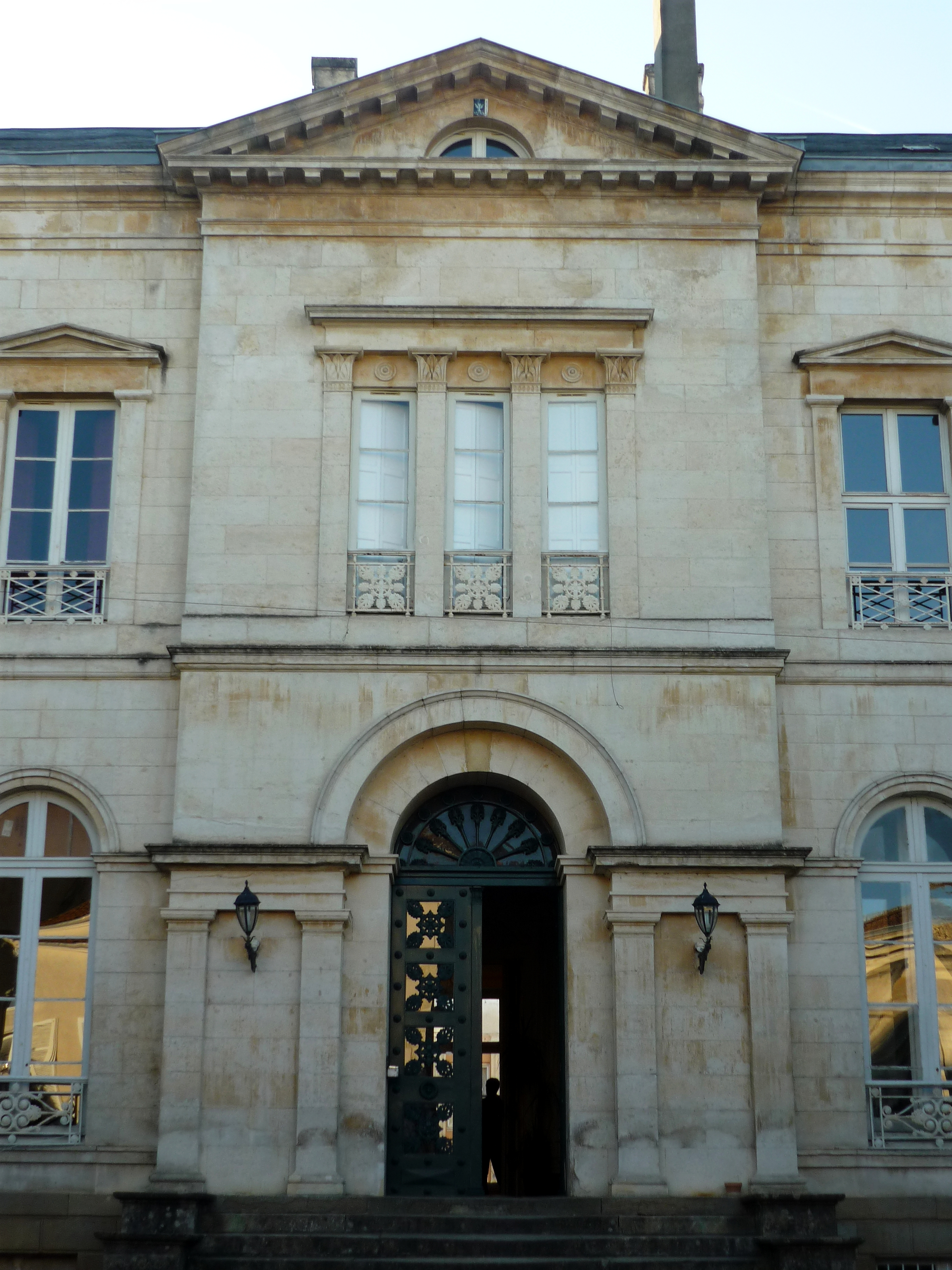
Hôtel de la Roulière, à Niort

### Créations
- Tribunal de Melle (1843-1846) ;
- Hôtel de préfecture des Deux-Sèvres à Niort, inscrit MH[2] (1828-1833) ;
- Palais de justice de Niort (1829-1833) ;
- Prison de Niort, inscrite MH[3] (1844-1852) ;
- Église Saint-Hilaire de Niort, inscrit MH ;
- Chapelle du collège Saint-Hilaire de Niort ;
- Église Saint-André de Niort (1855-1863), inscrit MH ;
- Hôtel de La Roulière à Niort, inscrit MH[4], construit pour Jean-Victor Chebrou de La Roulière, maire de Niort, vers 1828 ;
- Château de Burbaillon, à Sainte-Pezenne.

### Restaurations
- Abbaye Saint-Pierre d'Airvault. Il restaure en 1844 la couverture de l'abside et des absidioles.

## Hommages
- Une rue de Niort porte son nom depuis 1868.
- Pierre Théophile Segretain a fait l'objet d'une exposition à Niort en 2012[5].